# 根津理香
根津 理香（ねづ りか）は、日本の脚本家。千葉県出身。
2006年、『ブロッコリー』で第18回フジテレビヤングシナリオ大賞を受賞し、会社員から脚本家に転身。代表作に『ライフ』、『絶対彼氏〜完全無欠の恋人ロボット〜』などがある。

## 参加作品

### ドラマ
- ブロッコリー（2007年、フジテレビ）
- ライフ〜壮絶なイジメと闘う少女の物語〜（2007年、フジテレビ）
- 絶対彼氏〜完全無欠の恋人ロボット〜（2008年、フジテレビ）
- 血液型別 オンナが結婚する方法♪ A型オンナ編・B型オンナ編（2009年、フジテレビ）
- 絶対彼氏〜完全無欠の恋人ロボット〜 最終章スペシャル（2009年、フジテレビ）
- インディゴの夜 エピソード5（2010年、東海テレビ）
- でたらめヒーロー（2013年、読売テレビ）
- 松本清張スペシャル・顔（2013年、フジテレビ）
- 天誅〜闇の仕置人〜（2014年、フジテレビ）

### 映画
- 君に届け（2010年）共同脚本
- うちの弟どもがすみません（2024年予定）

### アニメ
- 聖☆おにいさん（2012年 - 2013年）
- 擾乱 THE PRINCESS OF SNOW AND BLOOD（2021年）

### その他
- ボルテージ100シーンの恋　ラブソングを君に（2008年、携帯ドラマ）
- イノセント・ラフ（2008年、携帯ドラマ）
- ひだまりの場所〜初恋〜（2010年1月、BeeTV）
- 電撃婚〜Perfume of love〜（2010年8月、BeeTV）
- 虹の向こうへ（2010年11月、BeeTV）